# Subwoolfer
Subwoolfer és un duo de pop noruec format el 2021. Els dos membres actuen amb vestits negres amb camises blanques i unes característiques màscares de cap de llop grogues, també porten guants i corbates de color groc i s'anomenen amb els pseudònims de Keith i Jim. Les seves identitats reals no s'han revelat públicament. Després de guanyar el Melodi Grand Prix 2022, van representar Noruega al Festival de la Cançó d'Eurovisió 2022 amb la seva cançó debut "Give That Wolf a Banana". El nom del duo és una combinació de les paraules en anglès subwoofer i wolf.